# رویت سعیده
رویت سعیده یا دیدار مسرت‌بخش (به لاتین: visio beatifica) در الهیات مسیحی، به دیدار نهایی، مستقیم و چهره به چهره یک شخص با خود خدا گفته می‌شود. فردی که به این موقعیت رسیده به عنوان انسانی نجات یافته، در تمامیت به رستگاری کامل نائل آمده است.

## زمان وقوع
زمان این دیدار مورد اختلاف است. در حالتی این امر بلافاصله پس از مرگ شخص اتفاق می‌افتد و فرد فوراً با خداوند چهره به چهره می‌شود اما در حالت دیگر این دیدار به پس از روز حساب موکول می‌گردد. موکول کردن آن به پس از روز حساب می‌تواند مسئله شفاعت توسط مریم و قدیسان را دچار مشکل کند؛ چرا که فرض برخی بر آن است که آن‌ها بدون حضور نزد خداوند نمی‌توانند این عمل را صورت دهند.

## پیشینه
ژاک دوئز، کاردینال فرانسوی که با عنوان ژان بیست‌ودوم به مقام پاپی رسید، از جمله افرادی بود که اعتقاد داشت رویت سعیده پس از روز حساب اتفاق می‌افتد. او می‌پنداشت از آنجایی که خدا موجودی کامل است نمی‌تواند پس از آن که رویت سعیده را به شخص نجات یافته‌ای اعطا کرد، در روز حساب در مورد تصمیم پیشین خود مجدداً داوری کند. طبق نظرات او خداوند همچنین نمی‌تواند اشتباه کند تا مجبور شود شخصی را که مورد لطف قرار داده مجدداً از آن محروم سازد. از طرفی برای روح نجات یافتگان مناسب‌تر است پس از اتحاد با جسم در روز حساب، به صورت طبیعی کامل خود نزد خدا وارد شود. او به همین صورت نتیجه می‌گیرد تا آن روز موعود، فعلاً هیچ حسابرسی، پاداش و مجازات و نهایتاً بهشت و جهنمی وجود ندارد. به هر حال چنین آرایی نمی‌توانست مورد هجمه سنگین صاحب‌نظران مخالف دیگر قرار نگیرد.
فیلیپ ششم، پادشاه فرانسه به عنوان فردی متدین، به شدت مجذوب و درگیر موضوع رویت سعیده شده بود. از همین رو و با توجه به این که برخی از عناصر کلیسا موضوع شفاعت قدیسان را منبع درآمد خود ساخته بودند، دو بار الهی‌دانان را به جهت بحث پیرامون این موضوع، نزد خود فراخواند. هنگامی که فرستاده پاپ، از شک پاپ ژان بیست‌ودوم در رابطه با رویت سعیده سخن به میان آورد، فیلیپ او را به تندی مورد توبیخ قرار داده و تهدید کرد اگر حرف خود را باز پس نگیرد سوزانده خواهد شد. او همچنین اذعان داشت اگر پاپ واقعاً چنین نظری دارد، او را بدعت‌گذار تلقی می‌کند. فیلیپ با نوشتن نامه‌ای از سر نگرانی به پاپ، انکار رویت سعیده را نابودگر اعتقاد به شفاعت مریم و قدیسان دانست. در نهایت یک کمیسیون پاپی پس از بررسی دقیق، اعلام کرد که معتقد است روح تبرک یافتگان چهره به چهره ذات الهی می‌شود.